# João Noronha Lopes
João Maria do Carmo de Noronha Lopes (Lisboa, Santa Maria de Belém, 10 de Junho de 1966) é um gestor e empresário português que, entre 2000 e 2018, assumiu diversos cargos de topo na McDonald's.

## Biografia

### Origens e juventude
É natural de Lisboa, tendo raízes Alentejanas. É filho de António Joaquim Lopes (Arraiolos, Igrejinha, 12 de Fevereiro de 1934) e de sua mulher (Évora, Capela do Monte das Flores, 13 de Junho de 1965) D. Maria de Lourdes Simões Alves de Noronha (Lisboa, Santa Maria de Belém, 6 de Outubro de 1940), grandes proprietários agrícolas.
Durante a sua adolescência, entre 1983 e 1984, viveu nos Estados Unidos da América, onde começou a praticar futebol, competindo localmente. Durante esse período, desenvolveu uma paixão pelo desporto que continua até os dias de hoje.

### Formação
É licenciado em Direito pela Faculdade de Direito da Universidade de Lisboa e é membro do Conselho da Diáspora Portuguesa desde 2013, ano em que recebeu o galardão "Best International Leader Award".

### Casamento e descendência
Atualmente é casado e pai de quatro filhos. Com a sua família, frequentemente assiste a jogos do Sport Lisboa e Benfica, tanto no Estádio da Luz como no estrangeiro.

## Carreira

### Carreira de advocacia
Iniciou a sua carreira de Advogado em 1989. Em 1991, fundou o escritório "José Alves Pereira & Associados", onde se manteve até 1999.

### Carreira empresarial
Em 2000, entra na McDonald's, onde desempenhou diversos cargos. De 2000 a 2002, foi Diretor de Franchising e Diretor Jurídico para Portugal e Sul da Europa. De 2002 a 2007, foi CEO da McDonald's Portugal. De 2008 a 2014 foi Presidente da McDonald's para o Sul da Europa, acumulando funções como Vice-Presidente da McDonald's França (de 2010 a 2012). Entre 2014 e 2015 foi Membro da Comissão Executiva e Vice-Presidente da McDonald's Europa. De 2015 a 2018 assumiu o cargo de Corporate Vice-President e Worldwide Chief Franchising Officer.
Após sair da McDonalds, assume cargos de consultor e Administrador Não-Executivo de várias empresas na Europa e na Ásia, colaborando simultaneamente com a Universidade Católica Portuguesa na iniciativa “Executives in Residence”, que oferece a alunos e professores a oportunidade de beneficiarem da experiência de gestores de topo, fortalecendo o relacionamento entre a Escola e a comunidade empresarial.
Em dezembro de 2020, juntamente com dois outros empresários, Albano Homem de Melo e Paulo Lameiras Martins, inicia um projeto no setor da restauração chamado V!RA frangos, abrindo o primeiro restaurante em Lisboa.

### Carreira como dirigente desportivo
A 23 de Julho de 2020, anuncia a candidatura à Presidência do Sport Lisboa e Benfica, clube onde já assumiu a Vice-Presidência para a Área Financeira (durante o mandato de Manuel Vilarinho). O site oficial da sua campanha foi lançado no mesmo dia. Antes de ter apresentado a sua candidatura, foi convidado por Luís Filipe Vieira, num almoço em Julho de 2020, para ser seu Vice-Presidente, o que Noronha Lopes recusou. A sua candidatura foi admitida pela Mesa da Assembleia Geral do clube a 20 de Outubro como Lista B, tendo ficado em segundo lugar, com 34,71% dos votos, numas eleições marcadas pela não contagem dos votos físicos (em papel) e pelas críticas ao voto eletrónico.